# Agata Kim A-gi
Św. Agata Kim A-gi (ko. 김 아가타) (ur. 1787 r. w Seulu – zm. 24 maja 1839 r. tamże) – męczennica, święta Kościoła katolickiego.

## Życiorys
Urodziła i wychowywała się w rodzinie niemającej żadnych związków z chrześcijaństwem, podobnie jak również rodzina jej męża. W tym czasie katolicyzm był uznawany w Korei za herezję. Ani ona, ani jej mąż nie byli zainteresowani poznaniem doktryny katolickiej. Zmieniło się to po wizycie jej starszej siostry, będącej osobą pobożną. Pod jej wpływem Agata Kim A-gi zainteresowała się katolicyzmem. Zaczęła uczyć się, ale pomimo starań miała problemy z zapamiętaniem porannych i wieczornych modlitw. Została aresztowana we wrześniu 1836 r., tego samego dnia co Magdalena Kim Ŏb-i i Barbara Han A-gi. Nie jest jasne czy Agata Kim A-gi została aresztowana razem z nimi czy we własnym domu. W każdym razie wszystkie trzy trafiły do więzienia tego samego dnia. Z powodu trudności z nauczeniem się zasad wiary i modlitw Agata Kim A-gi nie była jeszcze ochrzczona. Stała się znana jako nieumiejąca nic więcej jak tylko „Jezus, Maria”. Została pierwszą osobą ochrzczoną w więzieniu w czasie koreańskich prześladowań. Stracono ją po 3 latach pobytu w więzieniu 24 maja 1839 r. w Seulu w miejscu straceń za Małą Zachodnią Bramą w grupie 6 kobiet i 3 mężczyzn katolików (razem z Magdaleną Kim Ŏb-i, Anną Pak A-gi, Agatą Yi So-sa, Augustynem Yi Kwang-hŏn, Barbarą Han A-gi, Łucją Pak Hŭi-sun, Damianem Nam Myŏng-hyŏg i Piotrem Kwŏn Tŭg-in).

## Dzień obchodów
20 września (w grupie 103 męczenników koreańskich).

## Proces beatyfikacyjny i kanonizacyjny
Beatyfikowana 5 lipca 1925 r. przez Piusa XI, kanonizowana 6 maja 1984 r. przez Jana Pawła II w grupie 103 męczenników koreańskich.